# 루이지 간나
루이지 간나(Luigi Ganna, 1883년 12월 1일 ~ 1957년 10월 2일)는 이탈리아의 프로 로드 레이싱 사이클리스트이다. 그는 1909년에 열린 첫 지로 디탈리아의 종합 우승자였으며, 같은 해 초에는 클래식 밀라노-산 레모의 첫 이탈리아 우승자였다. 그의 경력에서 더 중요한 하이라이트는 1908년 투르 드 프랑스에서 5위를 차지한 것과 여러 이탈리아 클래식 레이스에서의 여러 포디움 순위였다. 1908년, 그는 새로운 이탈리아 기록 아워를 세웠고, 6년 동안 유지했다.
그는 롬바르디아의 바레세 근처 인두노 올로나에서 태어났다. 프로 사이클리스트가 되기 전에는 벽돌공으로 일했으며, 자전거로 최대 100km를 통근했다.
1912년, 그는 2012년까지 존재했던 간나라는 자전거 브랜드를 시작했다. 1913년, 그는 간나 사이클링 팀을 시작했고, 그곳에서 경력의 마지막 3년 동안 라이딩했다. 그의 회사는 1953년 의무를 더 이상 이행할 수 없게 될 때까지 팀을 후원했으며, 니베아-푸흐스가 인계받았다.

## 주요 결과
출처:
1905
3위 지로 디 롬바르디아
1906
3위 지로 디 롬바르디아
3위 지로 델 피에몬테
1907
2위 종합 지로 디 시칠리아
1위 2개 스테이지
3위 지로 디 롬바르디아
4위 밀라노-산 레모
1908
2위 밀라노-산 레모
2위 지로 디 롬바르디아
3위 로마-나폴리-로마
5위 투르 드 프랑스
1909
1위 종합 지로 디탈리아
1위 스테이지 4, 5 & 7
1위 밀라노-산 레모
3위 지로 델에밀리아
6위 지로 디 롬바르디아
1910
1위 지로 델에밀리아
2위 지로 디 롬바르디아
2위 이탈리아 내셔널 로드 레이스 챔피언십
2위 로마-나폴리-로마
3위 종합 지로 디탈리아
1위 스테이지 5, 7 & 10
1911
3위 밀라노-산 레모
1913
3위 로마-나폴리-로마
1위 스테이지 1
5위 지로 디탈리아
1914
6위 밀라노-산 레모

## 참고 자료
- Gregori, Claudio (2009). 《Luigi Ganna – Il romanzo del vincitore del primo Giro d'Italia del 1909》 [루이지 간나 – 1909년 첫 지로 디탈리아 우승자의 로맨스] (이탈리아어). 카시나 데 페키 (밀라노), 이탈리아: 에디치오니 로베르토 발라르디. ISBN 978-88-95684-23-9.